# Isosaari (ö i Saarijärvi, Horo)
Isosaari är en ö i Finland. Den ligger i sjön Horonjärvi och i kommunen Saarijärvi i den ekonomiska regionen  Saarijärvi-Viitasaari och landskapet Mellersta Finland, i den centrala delen av landet, 290 km norr om huvudstaden Helsingfors. Öns area är 11,6 hektar och dess största längd är 0,6 kilometer i nord-sydlig riktning.